# Viceministerio de Minas del Perú
El Viceministerio de Minas del Perú es el Despacho Viceministerial dependiente del Ministerio de Energía y Minas. Dirige, supervisa, propone e informa al Ministro la política de desarrollo sostenible sectorial de minería, así como orienta y evalúa las actividades del Sector Minería a nivel nacional,

## Funciones
- Someter a consideración del Ministro las propuestas de políticas y estrategias de desarrollo sostenible del Sector Minería, supervisando su cumplimiento.
- Expedir, cuando corresponda, o proponer las normas técnico – legales para el desarrollo sostenible del Sector Minería, evaluando su cumplimiento.
- Proponer y supervisar los Planes Referenciales y de Desarrollo Sectorial de Minería.
- Dirigir y supervisar la ejecución de proyectos sectoriales vinculados a la conservación y protección del medio ambiente del Sector para el desarrollo sostenible del Sector Minería.
- Fomentar la competitividad en el desarrollo de las actividades del Sector Minería.
- Coordinar y representar al Ministro ante las organizaciones y entidades públicas y privadas relacionadas con las actividades de su responsabilidad.
- Promover la inversión privada en el Sector Minería.
- Expedir resoluciones viceministeriales sobre asuntos de minería.
- Resolver, en la instancia que corresponda, los asuntos administrativos de minería de su competencia.
- Celebrar, en representación del Estado, cuando corresponda, los contratos en materia de minería, de acuerdo a los dispositivos legales vigentes.
- Proponer las competencias que, en materia de minería y de asuntos ambientales del Sector Minería, sea necesario transferir y/o delegar a los Gobiernos Regionales y Gobiernos Locales, de conformidad al Proceso de Descentralización.
- Realizar las demás funciones que se le asigne.

## Estructura
- Dirección General de Minería

## Lista de viceministros
- Luis Augusto Sánchez Bazalar (1987-1990)
- César Polo Robillard (1990-1991)
- Demetrio Patsías Mella (1991-1992)
- Amado Yataco Medina (1993-1995)
- Juan David Mendoza Marsano (1995-1998)
- Juan Carlos Ramírez Larizbeascoa (1998-1999)
- Juan David Mendoza Marsano (1999-2000)
- Eduardo Benjamín Pando Pacheco (2000)
- Jesús Humberto Montes Chávez (2000-2001)
- César Polo Robillard (2001-2005)
- Rómulo Mucho Mamani (2005-2006)
- Rosario Beatriz Padilla Vidalón (2006-2007)
- Felipe Isasi Cayo (2007-2009)
- Fernando Gala Soldevilla (2009-2011)
- Susana Vilca Achata (2011-2012)
- Guillermo Shinno Huamaní (2012-2017)
- Ricardo Labó Fossa (2017-2018)[1]
- Luis Miguel Incháustegui Zevallos (2018-2019)[2]
- Augusto Francisco Cauti Barrantes (2019-2020)[3]
- Jaime Gálvez Delgado (2020)
- Jorge Luis Montero Cornejo (2020-)